# Puntate di a.C.d.C.
Le puntate di a.C.d.C. trattano di storia non contemporanea fino al congresso di Vienna. Sono incentrate su documentari di approfondimento storico introdotti da Alessandro Barbero e sono state messe in onda sul canale Rai Storia. Alcuni documentari sono prodotti in Italia, ma la maggioranza proviene da altri Paesi.

## Puntate

### Prima serie (2013)
| N. | Titolo della puntata                                   | Prima TV puntata | Titolo originale del documentario             | Prima TV documentario |
| -- | ------------------------------------------------------ | ---------------- | --------------------------------------------- | --------------------- |
| 1  | Human Journey 1. Lasciando l'Africa                    | 3 marzo 2013     | The Incredible Human Journey 1. Out of Africa | 2009                  |
| 2  | Human Journey 2. Australia                             | 10 marzo 2013    | The Incredible Human Journey 4. Australia     | 2009                  |
| 3  | Human Journey 3. Asia                                  | 17 marzo 2013    | The Incredible Human Journey 2. Asia          | 2009                  |
| 4  | Human Journey 4. Le Americhe                           | 31 marzo 2013    | The Incredible Human Journey 5. The Americas  | 2009                  |
| 5  | Le civiltà del passato 1. Alle origini della civiltà   | 7 aprile 2013    | Ancient Worlds 1. Come Together               | 2010                  |
| 6  | Le civiltà del passato 2. L'età del ferro              | 14 aprile 2013   | Ancient Worlds 2. The Age of Iron             | 2010                  |
| 7  | Le civiltà del passato 3. L'antica Grecia              | 21 aprile 2013   | Ancient Worlds 3. The Greek Thing             | 2010                  |
| 8  | Le civiltà del passato 4. Il mondo di Alessandro Magno | 28 aprile 2013   | Ancient Worlds 4. Return of the King          | 2010                  |
| 9  | Le civiltà del passato 5. L'antica Roma                | 5 maggio 2013    | Ancient Worlds 5. Republic of Virtue          | 2010                  |
| 10 | Le civiltà del passato 6. Le origini del Cristianesimo | 12 maggio 2013   | Ancient Worlds 6. City of Man, City of God    | 2010                  |
| 11 | Annibale                                               | 19 maggio 2013   | Hannibal: the Man, the Myth, the Mystery      | 2006                  |
| 12 | Carvilius. Un enigma dall'antica Roma                  | 26 maggio 2013   | Carvilius: A Riddle from the Past             | 2003                  |
| 13 | I Normanni 1. La minaccia scandinava                   | 2 giugno 2013    | The Normans 1. The Invaders                   | 2004                  |
| 14 | I Normanni 2. La Sicilia normanna                      | 9 giugno 2013    | The Normans 2. The Kingdom in the Sun         | 2004                  |
| 15 | I Normanni 3. Il tramonto di una civiltà               | 16 giugno 2013   | The Normans 3. Loss of Identity               | 2004                  |
| 16 | Il Medioevo tra noi                                    | 30 giugno 2013   | autoproduzione                                | 2013                  |
| 17 | Human Journey 5. Europa                                | 11 luglio 2013   | The Incredible Human Journey 3. Europe        | 2009                  |

### Seconda serie (2013-2014)
| N. | Titolo della puntata                                                   | Prima TV puntata | Titolo originale del documentario                                       | Prima TV documentario |
| -- | ---------------------------------------------------------------------- | ---------------- | ----------------------------------------------------------------------- | --------------------- |
| 1  | Le Crociate 1. La Guerra Santa                                         | 24 ottobre 2013  | The Crusades 1. Holy War                                                | 2012                  |
| 2  | Le Crociate 2. Scontro di Titani                                       | 31 ottobre 2013  | The Crusades 2. The Clash of Titans                                     | 2012                  |
| 3  | Le Crociate 3. Vittoria e sconfitta                                    | 7 novembre 2013  | The Crusades 3. Victory and Defeat                                      | 2012                  |
| 4  | La fortezza perduta dei Crociati                                       | 14 novembre 2013 | Timewatch 25 7. The Crusaders' Lost Fort                                | 2006                  |
| 5  | Gengis Khan                                                            | 21 novembre 2013 | Gengis Khan                                                             | 2005                  |
| 6  | Il Medioevo 1. L'uomo medievale. Il pensiero, la cultura, le paure.    | 28 novembre 2013 | The Middle Ages 1. L'uomo Medievale. Il pensiero, la cultura, le paure. | 2008                  |
| 7  | Il Medioevo 2. Oppidum Repugnat. Castelli, assedi e contese.           | 5 dicembre 2013  | The Middle Ages 4. Oppidum Repugnat. Castelli, assedi e contese.        | 2008                  |
| 8  | Il Medioevo 3. Per la via. Città, mercanti e artigiani.                | 12 dicembre 2013 | The Middle Ages 5. Per la Via. Città, mercanti e artigiani.             | 2008                  |
| 9  | Il Medioevo 4. Valore e amor cortese. Tornei, cavalieri e dame.        | 19 dicembre 2013 | The Middle Ages 6. Valore e Amor cortese. Tornei, cavalieri e dame.     | 2008                  |
| 10 | Il Medioevo 5. Mater terra. Villaggi, riti e tradizione.               | 26 dicembre 2013 | The Middle Ages 3. Mater Terra. Villaggi, riti e tradizione.            | 2008                  |
| 11 | Il Medioevo 6. Luci e ombre. Fede, scienza e magia.                    | 2 gennaio 2014   | The Middle Ages 2. Luci e Ombre. Fede, scienza e magia.                 | 2008                  |
| 12 | La peste nera                                                          | 9 gennaio 2014   | World's Worst Century 1. Black Death                                    | 2004                  |
| 13 | La mappa di Waldseemüller del 1507                                     | 16 gennaio 2014  | Map Makers 4. Waldseemuller Map 1507                                    | 2004                  |
| 14 | Eppur si muove. La rivoluzione copernicana.                            | 23 gennaio 2014  | Den bevægede jord                                                       | 2009                  |
| 15 | Gli eroi dell'Illuminismo 1. Il potere della conoscenza                | 30 gennaio 2014  | Heroes of the Enlightenment 1. The Power of Knowledge                   | 2011                  |
| 16 | Gli eroi dell'Illuminismo 2. La società che cambia                     | 6 febbraio 2014  | Heroes of the Enlightenment 2. Changing Society                         | 2011                  |
| 17 | Alla ricerca di Josephine 1. Parte 1                                   | 13 febbraio 2014 | À la recherche de Joséphine                                             | 2012                  |
| 18 | Alla ricerca di Josephine 2. Parte 2                                   | 20 febbraio 2014 | À la recherche de Joséphine                                             | 2012                  |
| 19 | Cleopatra: ritratto di un'assassina                                    | 3 aprile 2014    | Cleopatra: Portrait of a Killer                                         | 2009                  |
| 20 | Settimio Severo: l'imperatore africano                                 | 10 aprile 2014   | Bloody Foreigners 4. The Untold Invasion of Britain                     | 2010                  |
| 38 | Guerrieri 1. Spartaco                                                  | 17 aprile 2014   | Heroes and Villains 3. Spartacus                                        | 2008                  |
| 39 | Guerrieri 2. Attila l'Unno                                             | 24 aprile 2014   | Heroes and Villains 2. Attila the Hun                                   | 2008                  |
| 40 | Guerrieri 3. Riccardo Cuor di Leone                                    | 1 maggio 2014    | Heroes and Villains 5. Richard the Lionheart                            | 2008                  |
| 41 | Guerrieri 4. Cortes                                                    | 8 maggio 2014    | Heroes and Villains 4. Cortes                                           | 2008                  |
| 42 | Viaggio nei secoli bui 1. La morte nera                                | 15 maggio 2014   | Journey Into the Dark Ages 1. Black Death                               | 2013                  |
| 43 | Viaggio nei secoli bui 2. Donne coraggiose                             | 22 maggio 2014   | Journey Into the Dark Ages 2. Great Women of the Middle Ages            | 2013                  |
| 44 | Benedette guerre. Crociate e Jihad. 1. Cosa sono le Crociate           | 29 maggio 2014   | autoproduzione                                                          | 2014                  |
| 45 | Benedette guerre. Crociate e Jihad. 2. L'epopea                        | 5 giugno 2014    | autoproduzione                                                          | 2014                  |
| 46 | Benedette guerre. Crociate e Jihad. 3. Fra Guerra Santa e Jihad        | 12 giugno 2014   | autoproduzione                                                          | 2014                  |
| 47 | Benedette guerre. Crociate e Jihad. 4. L'Occidente visto dagli "altri" | 19 giugno 2014   | autoproduzione                                                          | 2014                  |

### Terza serie (2014-2015)
| N. | Titolo della puntata                                                              | Prima TV puntata  | Titolo originale del documentario                                                    | Prima TV documentario |
| -- | --------------------------------------------------------------------------------- | ----------------- | ------------------------------------------------------------------------------------ | --------------------- |
| 1  | Islam. L'impero della fede. 1. Il Profeta                                         | 18 settembre 2014 | Islam: Empire of Faith                                                               | 2000                  |
| 2  | Islam. L'impero della fede. 2. Il risveglio                                       | 25 settembre 2014 | Islam: Empire of Faith                                                               | 2000                  |
| 3  | Islam. L'impero della fede. 3. Gli Ottomani                                       | 2 ottobre 2014    | Islam: Empire of Faith                                                               | 2000                  |
| 4  | L'età d'oro dell'Impero Egizio 1. I faraoni guerrieri                             | 9 ottobre 2014    | Empires: Egypt's Golden Empire. 1. The Warrior Pharaohs                              | 2001                  |
| 5  | L'età d'oro dell'Impero Egizio 2. I faraoni del sole                              | 16 ottobre 2014   | Empires: Egypt's Golden Empire. 2. Pharaohs of the Sun                               | 2001                  |
| 6  | L'età d'oro dell'Impero Egizio 3. L'ultimo grande faraone                         | 23 ottobre 2014   | Empires: Egypt's Golden Empire. 3. The Last Great Pharaoh                            | 2001                  |
| 7  | Le battaglie d'Europa 1. L'assedio di Vienna                                      | 30 ottobre 2014   | Die großen Schlachten 1. 1529: Die Türken vor Wien                                   | 2006                  |
| 8  | Le battaglie d'Europa 2. Il sacco di Magdeburgo                                   | 6 novembre 2014   | Die großen Schlachten 2. 1631: Das Massaker von Magdeburg                            | 2006                  |
| 9  | Le battaglie d'Europa 3. La disfatta di Sedan                                     | 13 novembre 2014  | Die großen Schlachten 4. 1870: Die Entscheidung von Sedan                            | 2006                  |
| 10 | La vita ai tempi di Napoleone 1. Episodio 1                                       | 20 novembre 2014  | Napoleon und die Deutschen                                                           | 2006                  |
| 11 | La vita ai tempi di Napoleone 2. Episodio 2                                       | 27 novembre 2014  | Napoleon und die Deutschen                                                           | 2006                  |
| 12 | I segreti dei Medici 1. Isabella, stella di Firenze                               | 4 dicembre 2014   | Mord im Hause Medici 1. Der Stern von Florenz                                        | 2013                  |
| 13 | I segreti dei Medici 2. Ascesa di un'amante                                       | 11 dicembre 2014  | Mord im Hause Medici 2. Karriere einer Mätresse                                      | 2013                  |
| 14 | Eccellentissima strega. Tre processi dell'Inquisizione                            | 18 dicembre 2014  | Eccellentissima strega. Tre processi dell'Inquisizione                               | 2014                  |
| 15 | Michelangelo. Una passione eretica                                                | 25 dicembre 2014  | Michelangelo. Una passione eretica                                                   | 2008                  |
| 16 | Caravaggio. Il corpo ritrovato                                                    | 1 gennaio 2015    | Caravaggio: Man & Mystery                                                            | 2012                  |
| 17 | Il congresso di Vienna. Spie, amanti e diplomazia                                 | 8 gennaio 2015    | Universum History 3. Diplomatische Liebschaften: Die Mätressen des Wiener Kongresses | 2014                  |
| 18 | Giappone. Memorie di un impero segreto 1. La via del Samurai                      | 15 gennaio 2015   | Japan: Memoirs of a Secret Empire 1. The Way of the Samurai                          | 2004                  |
| 19 | Giappone: memorie di un impero segreto 2. Il volere dello Shogun                  | 22 gennaio 2015   | Japan: Memoirs of a Secret Empire 2. The Will of the Shogun                          | 2004                  |
| 20 | Giappone: memorie di un impero segreto 3. Il ritorno dei barbari                  | 29 gennaio 2015   | Japan: Memoirs of a Secret Empire 3. The Return of the Barbarian                     | 2004                  |
| 21 | Martin Lutero 1. Il cammino verso la ribellione                                   | 5 febbraio 2015   | Martin Luther                                                                        | 2002                  |
| 22 | Martin Lutero 2. Il rivoluzionario riluttante                                     | 12 febbraio 2015  | Martin Luther                                                                        | 2002                  |
| 23 | La conquista dei Sette Mari 1. Sir Francis Drake                                  | 19 febbraio 2015  | Griff nach der Weltherrschaft 2. Sir Francis Drake                                   | 2014                  |
| 24 | La conquista dei Sette Mari 2. Ferdinando Magellano                               | 26 febbraio 2015  | Griff nach der Weltherrschaft 1. Ferdinand Magellan                                  | 2014                  |
| 25 | Da Oriente a Occidente 1. Tra due fiumi                                           | 5 marzo 2015      | East to West 1. Between Two Rivers                                                   | 2011                  |
| 26 | Da Oriente a Occidente 2. Il trionfo del monoteismo                               | 12 marzo 2015     | East to West 2. The Triumph of Monotheism                                            | 2011                  |
| 27 | Da Oriente a Occidente 3. Una forza del deserto                                   | 19 marzo 2015     | East to West 3. A Force from the Desert                                              | 2011                  |
| 28 | Da Oriente a Occidente 4. Il Rinascimento e l'Islam                               | 26 marzo 2015     | East to West 4. The Renaissance and Islam                                            | 2011                  |
| 29 | Da Oriente a Occidente 5. Il crogiolo asiatico                                    | 2 aprile 2015     | East to West 5. The Asian Crucible                                                   | 2011                  |
| 30 | Da Oriente a Occidente 6. L'ascesa degli Ottomani                                 | 9 aprile 2015     | East to West 6. The Rise of the Ottomans                                             | 2011                  |
| 31 | Da Oriente a Occidente 7. Gli Ottomani e l'Occidente                              | 16 aprile 2015    | East to West 7. The Ottomans and the West                                            | 2011                  |
| 32 | Roma: nascita e caduta di un Impero 1. Tiberio Gracco e la crisi della Repubblica | 30 aprile 2015    | Ancient Rome: The Rise and Fall of an Empire 3. Revolution                           | 2006                  |
| 33 | Roma: nascita e caduta di un Impero 2. Cesare                                     | 7 maggio 2015     | Ancient Rome: The Rise and Fall of an Empire 2. Caesar                               | 2006                  |
| 34 | Roma: nascita e caduta di un Impero 3. Nerone                                     | 14 maggio 2015    | Ancient Rome: The Rise and Fall of an Empire 1. Nero                                 | 2006                  |
| 35 | Roma: nascita e caduta di un Impero 4. Tito e la distruzione di Gerusalemme       | 28 maggio 2015    | Ancient Rome: The Rise and Fall of an Empire 4. Rebellion                            | 2006                  |
| 36 | Roma: nascita e caduta di un Impero 5. Costantino                                 | 4 giugno 2015     | Ancient Rome: The Rise and Fall of an Empire 5. Constantine                          | 2006                  |
| 37 | Roma: nascita e caduta di un Impero 6. La fine di un impero                       | 11 giugno 2015    | Ancient Rome: The Rise and Fall of an Empire 6. The Fall of Rome                     | 2006                  |
| 38 | Waterloo: l'ultima battaglia                                                      | 18 giugno 2015    | Waterloo, l'ultime bataille                                                          | 2015                  |
| 39 | Waterloo, la battaglia che ha cambiato la storia                                  | 25 giugno 2015    | Waterloo, la battaglia che ha cambiato la storia                                     | 2015                  |

### Quarta serie (2015-2016)
| N. | Titolo della puntata                                                                | Prima TV puntata  | Titolo originale del documentario                                                                        | Prima TV documentario |
| -- | ----------------------------------------------------------------------------------- | ----------------- | --- | --------------------- |
| 1  | Federico Barbarossa: il sogno di un Impero                                          | 3 settembre 2015  | Die Deutschen 3. Barbarossa und der Löwe                                                                 | 2008                  |
| 2  | Donne che hanno fatto la storia. Elisabetta I d'Inghilterra                         | 10 settembre 2015 | Frauen, die Geschichte Machten 5. Elisabeth von England                                                  | 2013                  |
| 3  | Wallenstein e la guerra dei Trent'anni                                              | 17 settembre 2015 | Die Deutschen 5. Wallenstein und der Krieg                                                               | 2008                  |
| 4  | Roma e i barbari. Un'altra storia delle invasioni                                   | 24 settembre 2015 | autoproduzione                                                                                           | 2015                  |
| 5  | Thomas Müntzer e la guerra dei contadini                                            | 1 ottobre 2015    | Die Deutschen 2 5. Thomas Müntzer und der Krieg der Bauern                                               | 2010                  |
| 6  | Enrico IV e il Papa                                                                 | 8 ottobre 2015    | Die Deutschen 2. Heinrich und der Papst                                                                  | 2008                  |
| 7  | Il mondo secondo Cristoforo Colombo                                                 | 15 ottobre 2015   | Le monde selon Christophe Colomb                                                                         | 2012                  |
| 8  | Tra due mondi. La storia di Gonzalo Guerrero                                        | 22 ottobre 2015   | Entre dos mundos, la historia de Gonzalo Guerrero                                                        | 2013                  |
| 9  | La Cronaca di Dalimil                                                               | 22 ottobre 2015   | Kronika králů                                                                                            | 2015                  |
| 10 | Donne vichinghe 1. L'ira di Sigrun e la conquista dell'Islanda                      | 29 ottobre 2015   | Die Frauen der Wikinger 1. Sigruns Flucht nach Island                                                    | 2014                  |
| 11 | Donne vichinghe 2. L'eredità di Jova e la caduta di Haithabu                        | 6 novembre 2015   | Die Frauen der Wikinger 2. Jovas Erbe und der Untergang Haithabus                                        | 2014                  |
| 12 | La battaglia di Teutoburgo 1. L'ascesa di Arminio                                   | 12 novembre 2015  | Terra X - Rätsel alter Weltkulturen 28 12. Kampf um Germanien - Teil 1: Der Verrat des Arminius          | 2009                  |
| 13 | La battaglia di Teutoburgo 2. La disfatta di Varo                                   | 19 novembre 2015  | Terra X - Rätsel alter Weltkulturen 28 13. Kampf um Germanien - Teil 2: Die Schlacht im Teutoburger Wald | 2009                  |
| 14 | Amanti. Il potere segreto delle donne. 1. Giulia Farnese, l'amante del Papa         | 26 novembre 2015  | Mätressen. Die geheime Macht der Frauen. 3. Die Geliebte des Papstes                                     | 2015                  |
| 15 | Amanti. Il potere segreto delle donne. 2. Roxelana, la favorita del sultano         | 3 dicembre 2015   | Mätressen. Die geheime Macht der Frauen. 2. Die Geliebte des Sultans                                     | 2015                  |
| 16 | Amanti. Il potere segreto delle donne. 3. Madame de Montespan, l'amante del Re Sole | 10 dicembre 2015  | Mätressen. Die geheime Macht der Frauen. 1. Die Geliebte des Königs                                      | 2015                  |
| 17 | Le guerriere samurai                                                                | 17 dicembre 2015  | Samurai Warrior Queens                                                                                   | 2015                  |
| 18 | Lewis e Clark. Lo straordinario viaggio nel West                                    | 24 dicembre 2015  | Lewis & Clark: Great Journey West                                                                        | 2002                  |
| 19 | Il limes 1. Una barriera contro i barbari                                           | 31 dicembre 2015  | Schliemanns Erben 8 1. Der Limes: Grenzwall gegen die Barbaren                                           | 2009                  |
| 20 | Il limes 2. Pericolo alla frontiera romana                                          | 7 gennaio 2016    | Schliemanns Erben 8 2. Der Limes: Gefahr an die Grenze Roms                                              | 2009                  |
| 21 | I Goti                                                                              | 14 gennaio 2016   | Barbarians 1. The Goths                                                                                  | 2004                  |
| 22 | Blood and glory. La guerra civile americana. 2. Armi da guerra                      | 28 gennaio 2016   | Blood and Glory: The Civil War in Color. 2. Weapons of War                                               | 2015                  |
| 23 | Blood and glory. La guerra civile americana. 1. In marcia verso la guerra           | 4 febbraio 2016   | Blood and Glory: The Civil War in Color. 1. The March to War                                             | 2015                  |
| 24 | Blood and glory. La guerra civile americana. 3. Un bagno di sangue                  | 11 febbraio 2016  | Blood and Glory: The Civil War in Color. 3. Bloodbath                                                    | 2015                  |
| 25 | Blood and glory. La guerra civile americana. 4. L'eredità della guerra              | 18 febbraio 2016  | Blood and Glory: The Civil War in Color. 4. The Legacy of War                                            | 2015                  |
| 26 | La battaglia di Poitiers                                                            | 10 marzo 2016     | Der Heilige Krieg 1. Das Schwert des Propheten                                                           | 2011                  |
| 27 | Carlo Magno 1. Prima parte                                                          | 17 marzo 2016     | Karl der Grosse                                                                                          | 2013                  |
| 28 | Carlo Magno 2. Seconda parte                                                        | 24 marzo 2016     | Karl der Grosse                                                                                          | 2013                  |
| 29 | Alla corte di Enrico VIII                                                           | 31 marzo 2016     | Inside the Court of Henry VIII                                                                           | 2015                  |
| 30 | La Congiura delle Polveri                                                           | 7 aprile 2016     | Gunpowder 5/11: The Greatest Terror Plot                                                                 | 2014                  |
| 31 | Nel nome di Atene 1. Vincere a Maratona                                             | 14 aprile 2016    | Au nom d'Athènes                                                                                         | 2012                  |
| 32 | Nel nome di Atene 2. Divina Salamina                                                | 21 aprile 2016    | Au nom d'Athènes                                                                                         | 2012                  |
| 33 | La guerra d'indipendenza scozzese 1. Episodio 1                                     | 28 aprile 2016    | After Braveheart 1. Part 1                                                                               | 2015                  |
| 34 | La guerra d'indipendenza scozzese 2. Episodio 2                                     | 5 maggio 2016     | After Braveheart 2. Part 2                                                                               | 2015                  |
| 35 | Padri Pellegrini 1. Il viaggio della Mayflower                                      | 12 maggio 2016    | The Pilgrims                                                                                             | 2015                  |
| 36 | Padri Pellegrini 2. La terra promessa                                               | 19 maggio 2016    | The Pilgrims                                                                                             | 2015                  |
| 37 | Diari dal Brasile. Storia di una colonizzazione                                     | 26 maggio 2016    | Carnets du Brésil                                                                                        | 2011                  |

### Quinta serie (2016-2017)
| N. | Titolo della puntata | Prima TV puntata  | Titolo originale del documentario                                                         | Prima TV documentario |
| -- | --- | ----------------- | ----------------------------------------------------------------------------------------- | --------------------- |
| 1  | Versailles 1. Luigi XIV, il sogno di un Re | 1 settembre 2016  | Versailles, le rêve d'un roi                                                              | 2008                  |
| 2  | Versailles 2. Luigi XV, il Sole Nero | 8 settembre 2016  | Louis XV, le soleil noir                                                                  | 2009                  |
| 3  | Versailles 3. Luigi XVI, l'uomo che non voleva essere re                                                                                      | 15 settembre 2016 | Louis XVI, l'homme qui ne voulait pas être roi                                            | 2011                  |
| 4  | La Venaria Reale | 22 settembre 2016 | autoproduzione                                                                            | 2016                  |
| 5  | La Lega Anseatica Tedesca, una superpotenza segreta 1. Parte prima                                                                            | 29 settembre 2016 | Die deutsche Hanse: Eine heimliche Supermacht                                             | 2011                  |
| 6  | La Lega Anseatica Tedesca, una superpotenza segreta 2. Parte seconda                                                                          | 6 ottobre 2016    | Die deutsche Hanse: Eine heimliche Supermacht                                             | 2011                  |
| 7  | Massimiliano del Messico. Il sogno di un impero                                                                                               | 13 ottobre 2016   | Maximilian von Mexiko - Der Traum vom Herrschen                                           | 2014                  |
| 8  | L'imperatore dei mari. I viaggi di Zheng He                                                                                                   | 20 ottobre 2016   | Zheng He, l'empereur des mers                                                             | 2006                  |
| 9  | Guglielmo il conquistatore | 27 ottobre 2016   | Guillaume le Conquérant                                                                   | 2014                  |
| 10 | Re Arduino. Sans Despartir. | 17 novembre 2016  | Re Arduino. Sans Despartir.                                                               | 2015                  |
| 11 | Qui Shi Huangdi. L'uomo che creò la Cina 1. Prima parte                                                                                       | 24 novembre 2016  | The First Emperor                                                                         | 2006                  |
| 12 | Qui Shi Huangdi. L'uomo che creò la Cina 2. Seconda parte                                                                                     | 1 dicembre 2016   | The First Emperor                                                                         | 2006                  |
| 13 | L'assassinio di Enrico IV | 15 dicembre 2016  | Ce jour-là, tout a changé 1. L'Assassinat d'Henri IV                                      | 2009                  |
| 14 | Il vero volto di Babbo Natale | 22 dicembre 2016  | The Real Face of Santa                                                                    | 2004                  |
| 15 | Natale alla corte dei Tudor | 29 dicembre 2016  | A Tudor Feast at Christmas                                                                | 2006                  |
| 16 | Confucio | 12 gennaio 2017   | Confucius                                                                                 | 2015                  |
| 17 | Nel cuore dell'oceano. L'epopea delle baleniere 1. Prima parte                                                                                | 19 gennaio 2017   | American Experience 22 8. Into the Deep: America, Whaling & the World                     | 2010                  |
| 18 | Nel cuore dell'oceano. L'epopea delle baleniere 2. Seconda parte                                                                              | 26 gennaio 2017   | American Experience 22 8. Into the Deep: America, Whaling & the World                     | 2010                  |
| 19 | Storia di Parigi 1. Le origini della Capitale                                                                                                 | 2 febbraio 2017   | Paris, une histoire capitale 1. Paris capitale éphémère: de l'an 3000 avant JC à l'an 987 | 2012                  |
| 20 | Storia di Parigi 2. Capitale dei Re | 9 febbraio 2017   | Paris, une histoire capitale 2. Paris capitale royale: de 1180 à 1589                     | 2012                  |
| 21 | Storia di Parigi 3. Capitale delle Rivoluzioni                                                                                                | 16 febbraio 2017  | Paris, une histoire capitale 3. Paris des révolutions: du XVIIème siècle à 1871           | 2012                  |
| 22 | Londra. Un fantastico viaggio nel tempo | 23 febbraio 2017  | London: A City in Time                                                                    | 2004                  |
| 23 | La Venezia del Ghetto | 23 marzo 2017     | Venedig und das Ghetto                                                                    | 2016                  |
| 24 | Il Colosseo: l'arena della morte | 30 marzo 2017     | Colosseum: Rome's Arena of Death                                                          | 2003                  |
| 25 | L'ultimo giorno di Pompei | 7 aprile 2017     | Pompeii: The Last Day                                                                     | 2003                  |
| 26 | Pechino. Biografia di una Capitale Imperiale. 1. Il centro dell'universo                                                                      | 13 aprile 2017    | Beijing. Biography of an Imperial Capital. 1. Centre Of The Cosmos                        | 2008                  |
| 27 | Pechino. Biografia di una Capitale Imperiale. 2. Sulle orme di Marco Polo                                                                     | 27 aprile 2017    | Beijing. Biography of an Imperial Capital. 2. Barbarians at the Gate                      | 2008                  |
| 28 | Pechino. Biografia di una Capitale Imperiale. 3. Imperatori, conquistatori e ribelli                                                          | 27 aprile 2017    | Beijing. Biography of an Imperial Capital. 3. Emperors, Conquerors and Rebels             | 2008                  |
| 29 | Il trono di sangue. La guerra delle due rose 1. Il Re Folle, Enrico VI 1421-1471; Il kingmaker deve morire, Enrico VI 1442-1483               | 5 maggio 2017     | Britain's Bloody Crown. 1. The Mad King                                                   | 2016                  |
| 29 | Il trono di sangue. La guerra delle due rose 1. Il Re Folle, Enrico VI 1421-1471; Il kingmaker deve morire, Enrico VI 1442-1483               | 5 maggio 2017     | Britain's Bloody Crown. 2. The Kingmaker Must Die                                         | 2016                  |
| 30 | Il trono di sangue. La guerra delle due rose 2. I principi devono morire, Riccardo III 1452-1485; amore di madre, Margaret Beaufort 1443-1509 | 12 maggio 2017    | Britain's Bloody Crown. 3. The Princes Must Die                                           | 2016                  |
| 30 | Il trono di sangue. La guerra delle due rose 2. I principi devono morire, Riccardo III 1452-1485; amore di madre, Margaret Beaufort 1443-1509 | 12 maggio 2017    | Britain's Bloody Crown. 4. A Mother's Love                                                | 2016                  |
| 31 | Il paradiso perduto di Darwin 1. Prima puntata                                                                                                | 18 maggio 2017    | Darwin's Lost Paradise                                                                    | 2009                  |
| 32 | Il paradiso perduto di Darwin 2. Seconda puntata                                                                                              | 25 maggio 2017    | Darwin's Lost Paradise                                                                    | 2009                  |

### Sesta serie (2017-2018)
| N. | Titolo della puntata                                               | Prima TV puntata  | Titolo originale del documentario                                             | Prima TV documentario |
| -- | ------------------------------------------------------------------ | ----------------- | ----------------------------------------------------------------------------- | --------------------- |
| 1  | Jack London, un'avventura americana 1. Primo periodo (1876-1905)   | 7 settembre 2017  | Jack London, une aventure américaine                                          | 2016                  |
| 2  | Jack London, un'avventura americana 2. Secondo periodo (1905-1916) | 14 settembre 2017 | Jack London, une aventure américaine                                          | 2016                  |
| 3  | Gli ultimi giorni di Anna Bolena                                   | 21 settembre 2017 | The Last Days of Anne Boleyn                                                  | 2013                  |
| 4  | Medioevo da non credere                                            | 28 settembre 2017 | autoproduzione                                                                | 2017                  |
| 5  | Storia del mondo 1. Sopravvivenza                                  | 5 ottobre 2017    | Andrew Marr's History of the World 1. Survival                                | 2012                  |
| 6  | Storia del mondo 2. L'età imperiale                                | 12 ottobre 2017   | Andrew Marr's History of the World 2. Age of Empire                           | 2012                  |
| 7  | Storia del mondo 3. Guerra e buon senso                            | 19 ottobre 2017   | Andrew Marr's History of the World 3. The Word and the Sword                  | 2012                  |
| 8  | Storia del mondo 4. Verso la luce                                  | 26 ottobre 2017   | Andrew Marr's History of the World 4. Into the Light                          | 2012                  |
| 9  | Storia del mondo 5. L'età del saccheggio                           | 2 novembre 2017   | Andrew Marr's History of the World 5. Age of Plunder                          | 2012                  |
| 10 | Storia del mondo 6. Lotta per la libertà                           | 9 novembre 2017   | Andrew Marr's History of the World 6. Revolution                              | 2012                  |
| 11 | Storia del mondo 7. La rivoluzione industriale                     | 16 novembre 2017  | Andrew Marr's History of the World 7. Age of Industry                         | 2012                  |
| 12 | Storia del mondo 8. L'età degli estremi                            | 23 novembre 2017  | Andrew Marr's History of the World 8. Age of Extremes                         | 2012                  |
| 13 | Il vulcano che ha cambiato il mondo                                | 30 novembre 2017  | The Volcano that Changed the World                                            | 2017                  |
| 14 | Napoleone, la campagna di Russia 1. La battaglia della Moscova     | 7 dicembre 2017   | Napoléon, la campagne de Russie 1. La Moskova                                 | 2015                  |
| 15 | Napoleone, la campagna di Russia 2. La battaglia della Beresina    | 14 dicembre 2017  | Napoléon, la campagne de Russie 2. La Bérézina                                | 2015                  |
| 16 | Il genio del Rinascimento 1. Parte I                               | 21 dicembre 2017  | Zeitenwende - Die Renaissance                                                 | 2017                  |
| 17 | Il genio del Rinascimento 2. Parte II                              | 28 dicembre 2017  | Zeitenwende - Die Renaissance                                                 | 2017                  |
| 18 | Leonardo. L'uomo che salvò la scienza                              | 15 marzo 2018     | Secrets of the Dead 16 5. Leonardo: The Man Who Saved Science                 | 2017                  |
| 19 | Giorgio III. Il genio del Re Folle                                 | 22 marzo 2018     | George III: The Genius of the Mad King                                        | 2017                  |
| 20 | La storia della Querina                                            | 29 marzo 2018     | La Storia della Querina                                                       | 2016                  |
| 21 | Alessandro Magno 1. Il cammino verso il potere                     | 12 aprile 2018    | Alexander der Große 1. Auf dem Weg zur Macht                                  | 2014                  |
| 22 | Alessandro Magno 2. Fino alla fine del mondo                       | 19 aprile 2018    | Alexander der Große 2. Bis ans Ende der Welt                                  | 2014                  |
| 23 | Il terremoto di Lisbona                                            | 26 aprile 2018    | Terra X - Rätsel alter Weltkulturen 28 30. Wilder Planet: Gefahr für Lissabon | 2009                  |
| 24 | Il diario segreto di Marco Polo                                    | 3 maggio 2018     | The Secret File of Marco Polo                                                 | 2014                  |
| 25 | Il diario perduto del dottor Livingstone                           | 10 maggio 2018    | Secrets of the Dead 13 2. The Lost Diary of Dr. Livingstone                   | 2014                  |
| 26 | Come i Greci hanno cambiato il mondo                               | 17 maggio 2018    | The Ascent of Civilization 1. How the Greeks Changed the World                | 2016                  |
| 27 | Come i Cartaginesi hanno cambiato il mondo                         | 24 maggio 2018    | Terra X - Rätsel alter Weltkulturen 35 4. Große Völker 2: Die Karthager       | 2016                  |
| 28 | Come gli Arabi hanno cambiato il mondo                             | 31 maggio 2018    | Terra X - Rätsel alter Weltkulturen 35 6. Große Völker 2: Die Araber          | 2016                  |
| 29 | Neanderthal - di Tony Mitchell 1. Parte 1                          | 7 giugno 2018     | Neanderthal                                                                   | 2001                  |
| 30 | Neanderthal - di Tony Mitchell 2. Parte 2                          | 14 giugno 2018    | Neanderthal                                                                   | 2001                  |
| 31 | La città proibita 1. L'ascesa degli eunuchi                        | 21 giugno 2018    | Chinas verbotene Stadt 1. Das Vermächtnis des Despoten                        | 2007                  |
| 32 | La città proibita 2. Il regno della concubina                      | 28 giugno 2018    | Chinas verbotene Stadt 2. Die Herrschaft der Konkubine                        | 2007                  |

### Settima serie (2018-2019)
| N. | Titolo della puntata                                                      | Prima TV puntata  | Titolo originale del documentario | Prima TV documentario |
| -- | ------------------------------------------------------------------------- | ----------------- | --- | --------------------- |
| 1  | Ivan il Terribile                                                         | 13 settembre 2018 | Ivan le terrible | 2014                  |
| 2  | Incastellamenti                                                           | 13 settembre 2018 | Viaggio nella bellezza 1 - 23. Abitare nel medioevo: i castelli del senese Per l'introduzione estratti da a.C.d.C - Medioevo da non credere (2017) e VIVA la storia 2 - 1. Costruire (2016). | 2016                  |
| 3  | Cina, l'impero del tempo 1. I gesuiti alla conquista della Città Proibita | 20 settembre 2018 | Chine, l'empire du temps 1. Les jésuites à la conquête de la cité interdite | 2017                  |
| 4  | Cina, l'impero del tempo 2. Il processo ai gesuiti                        | 27 settembre 2018 | Chine, l'empire du temps 2. Le procès des jésuites | 2017                  |
| 5  | Chavín de Huantar. Il teatro dell'aldilà                                  | 4 ottobre 2018    | Chavín de Huantar. El Teatro del Más Allá | 2015                  |
| 6  | Conquistadores 1. Le chiavi del mare                                      | 11 ottobre 2018   | Conquistadores Adventum 1. Las llaves del mar | 2017                  |
| 7  | Conquistadores 2. Il piccolo capitano                                     | 18 ottobre 2018   | Conquistadores Adventum 2. El pequeño capitán | 2017                  |
| 8  | Conquistadores 3. La Caprichosa                                           | 25 ottobre 2018   | Conquistadores Adventum 3. La Caprichosa | 2017                  |
| 9  | Conquistadores 4. Oceani d'oro                                            | 1 novembre 2018   | Conquistadores Adventum 4. Océanos de oro | 2017                  |
| 10 | Conquistadores 5. Orfani                                                  | 8 novembre 2018   | Conquistadores Adventum 5. Huérfanos | 2017                  |
| 11 | Conquistadores 6. Giganti                                                 | 15 novembre 2018  | Conquistadores Adventum 6. Gigantes | 2017                  |
| 12 | Conquistadores 7. Ti chiamerai Pacifico                                   | 22 novembre 2018  | Conquistadores Adventum 7. Te llamarás Pacífico | 2017                  |
| 13 | Conquistadores 8. Il cerchio si chiude                                    | 29 novembre 2018  | Conquistadores Adventum 8. El primero en rodearme | 2017                  |
| 14 | Oro bianco                                                                | 6 dicembre 2018   | Oro bianco | 2017                  |
| 15 | Gli alchimisti                                                            | 13 dicembre 2018  | La France des mystères 1 1. Les alchimistes | 2015                  |
| 16 | La scintilla che emoziona. Storia dei fuochi d'artificio.                 | 20 dicembre 2018  | Der zündende Funke. Die Geschichte des Feuerwerks. | 2014                  |
| 17 | I Celti 1. Alle porte di Roma                                             | 7 marzo 2019      | The Celts: Blood, Iron, and Sacrifice 1. The Origins of the Celts | 2015                  |
| 18 | I Celti 2. Battaglia per la Gallia                                        | 14 marzo 2019     | The Celts: Blood, Iron, and Sacrifice 2. Rise and Fall | 2015                  |
| 19 | I Celti 3. La rivolta di Budicca                                          | 21 marzo 2019     | The Celts: Blood, Iron, and Sacrifice 3. Queen Boudicca | 2015                  |
| 20 | Pianeta Egitto 1. La nascita di un regno                                  | 28 marzo 2019     | Planet Egypt 1. Birth of an Empire | 2011                  |
| 21 | Pianeta Egitto 2. Faraoni in guerra                                       | 4 aprile 2019     | Planet Egypt 2. Pharaohs at War | 2011                  |
| 22 | Pianeta Egitto 3. Templi del potere                                       | 11 aprile 2019    | Planet Egypt 3. Temples of Power | 2011                  |
| 23 | Pianeta Egitto 4. La ricerca dell'eternità                                | 18 aprile 2019    | Planet Egypt 4. Quest for Eternity | 2011                  |
| 24 | Il mistero dei re di Teotihuacan                                          | 25 aprile 2019    | Secrets of the Dead 15 5. Teotihuacan's Lost Kings | 2016                  |
| 25 | Petra, la città nella roccia                                              | 16 maggio 2019    | Nova 42 5. Petra: Lost City of Stone | 2015                  |
| 26 | Donne nella storia 1. Giovanna d'Arco                                     | 23 maggio 2019    | Frauen, die Geschichte Machten 1. Jeanne d'Arc | 2013                  |
| 27 | Donne nella storia 2. Caterina la Grande                                  | 30 maggio 2019    | Frauen, die Geschichte Machten 6. Katharina die Große | 2013                  |
| 28 | Donne nella storia 3. Luisa di Prussia                                    | 6 giugno 2019     | Frauen, die Geschichte Machten 2. Luise von Preußen | 2013                  |

### Ottava serie (2019-2020)
| N. | Titolo della puntata                                                                           | Prima TV puntata  | Titolo originale del documentario                                                     | Prima TV documentario |
| -- | ---------------------------------------------------------------------------------------------- | ----------------- | ------------------------------------------------------------------------------------- | --------------------- |
| 1  | Hasekura. Un samurai in Vaticano                                                               | 19 settembre 2019 | Un samouraï au Vatican                                                                | 2018                  |
| 2  | I segreti delle cattedrali. La basilica di Saint-Denis                                         | 26 settembre 2019 | Secrets de cathédrales 1 2. La basilique Saint-Denis                                  | 2016                  |
| 3  | Ferro e sangue. La guerra dei 30 anni che devastò l'Europa 1. Il destino (1618-1621)           | 3 ottobre 2019    | Die eiserne Zeit. Lieben und Töten im Dreißigjährigen Krieg 1. Chaos (1618-1621)      | 2018                  |
| 4  | Ferro e sangue. La guerra dei 30 anni che devastò l'Europa 2. In nome di Dio (1626-1629)       | 10 ottobre 2019   | Die eiserne Zeit. Lieben und Töten im Dreißigjährigen Krieg 2. Gott (1626-1630)       | 2018                  |
| 5  | Ferro e sangue. La guerra dei 30 anni che devastò l'Europa 3. La forza dell'Impero (1630-1632) | 17 ottobre 2019   | Die eiserne Zeit. Lieben und Töten im Dreißigjährigen Krieg 3. Macht (1630-1632)      | 2018                  |
| 6  | Ferro e sangue. La guerra dei 30 anni che devastò l'Europa 4. Devastazione (1631-1634)         | 24 ottobre 2019   | Die eiserne Zeit. Lieben und Töten im Dreißigjährigen Krieg 4. Verwüstung (1632-1633) | 2018                  |
| 7  | Ferro e sangue. La guerra dei 30 anni che devastò l'Europa 5. Tempo di rivincite (1635-1640)   | 31 ottobre 2019   | Die eiserne Zeit. Lieben und Töten im Dreißigjährigen Krieg 5. Rache (1634-1640)      | 2018                  |
| 8  | Ferro e sangue. La guerra dei 30 anni che devastò l'Europa 6. Pace (1646-1649)                 | 7 novembre 2019   | Die eiserne Zeit. Lieben und Töten im Dreißigjährigen Krieg 6. Frieden (1646-1649)    | 2018                  |
| 9  | L'impero della Regina Vittoria 1. I motori del cambiamento                                     | 14 novembre 2019  | Queen Victoria's Empire 1. Engines of Change                                          | 2001                  |
| 10 | L'impero della Regina Vittoria 2. Passaggio in India                                           | 21 novembre 2019  | Queen Victoria's Empire 2. Passage to India                                           | 2001                  |
| 11 | L'impero della Regina Vittoria 3. La crociata morale                                           | 28 novembre 2019  | Queen Victoria's Empire 3. The Moral Crusade                                          | 2001                  |
| 12 | L'impero della Regina Vittoria 4. La spartizione dell'Africa                                   | 5 dicembre 2019   | Queen Victoria's Empire 4. The Scramble for Africa                                    | 2001                  |
| 13 | Château Gaillard. La fortezza di Cuor di Leone                                                 | 12 dicembre 2019  | Château-Gaillard, une forteresse imprenable                                           | 2019                  |
| 14 | Versailles. I misteri del Re Sole                                                              | 19 dicembre 2019  | Versailles: Le palais retrouvé du Roi Soleil                                          | 2019                  |
| 15 | Sissi: vita e morte di un'imperatrice                                                          | 26 dicembre 2019  | Elisabeth - Kaiserin auf der Flucht                                                   | 2019                  |
| 16 | Le avventure di Alexander Von Humboldt                                                         | 23 gennaio 2020   | Humboldt und die Neuentdeckung der Natur                                              | 2019                  |
| 17 | Aigues-Mortes e le crociate del Re Santo                                                       | 30 gennaio 2020   | Aigues-Mortes, un port pour les Croisades                                             | 2014                  |
| 18 | Dante e l'invenzione dell'Inferno                                                              | 6 febbraio 2020   | Dante e l'invenzione dell'Inferno                                                     | 2016                  |
| 19 | Come la via della seta ha plasmato il mondo 1. Guerra                                          | 25 giugno 2020    | How the Silk Road Made the World 1. War                                               | 2018                  |
| 20 | Come la via della seta ha plasmato il mondo 2. Luce dall'oscurità                              | 2 luglio 2020     | How the Silk Road Made the World 2. Light from Darkness                               | 2018                  |
| 21 | Come la via della seta ha plasmato il mondo 3. Rivoluzioni                                     | 9 luglio 2020     | How the Silk Road Made the World 3. Revolutions                                       | 2018                  |

#### a.C.d.C edizione speciale
Si tratta di una edizione speciale del ciclo documentaristico "Storia del mondo", già trasmesso nel 2017, in cui il professor Barbero risponde alle numerose domande pervenute attraverso i social.
| N. | Titolo della puntata                           | Prima TV puntata | Titolo originale del documentario                            | Prima TV documentario |
| -- | ---------------------------------------------- | ---------------- | ------------------------------------------------------------ | --------------------- |
| 1  | Storia del mondo 1. Sopravvivenza              | 30 aprile 2020   | Andrew Marr's History of the World 1. Survival               | 2012                  |
| 2  | Storia del mondo 2. L'età imperiale            | 7 maggio 2020    | Andrew Marr's History of the World 2. Age of Empire          | 2012                  |
| 3  | Storia del mondo 3. Guerra e buon senso        | 14 maggio 2020   | Andrew Marr's History of the World 3. The Word and the Sword | 2012                  |
| 4  | Storia del mondo 4. Verso la luce              | 21 maggio 2020   | Andrew Marr's History of the World 4. Into the Light         | 2012                  |
| 5  | Storia del mondo 5. L'età del saccheggio       | 28 maggio 2020   | Andrew Marr's History of the World 5. Age of Plunder         | 2012                  |
| 6  | Storia del mondo 6. Lotta per la libertà       | 4 giugno 2020    | Andrew Marr's History of the World 6. Revolution             | 2012                  |
| 7  | Storia del mondo 7. La rivoluzione industriale | 11 giugno 2020   | Andrew Marr's History of the World 7. Age of Industry        | 2012                  |
| 8  | Storia del mondo 8. L'età degli estremi        | 18 giugno 2020   | Andrew Marr's History of the World 8. Age of Extremes        | 2012                  |

### Nona serie (2020-2021)
| N. | Titolo della puntata                                                                                    | Prima TV puntata  | Titolo originale del documentario                                                                        | Prima TV documentario |
| -- | --- | ----------------- | --- | --------------------- |
| 1  | La grande corsa 1. Il più grande spettacolo di Roma                                                     | 10 settembre 2020 | Rome's Chariot Superstar 1. Slave to Star                                                                | 2019                  |
| 2  | La grande corsa 2. Le corse dei carri nel circo                                                         | 17 settembre 2020 | Rome's Chariot Superstar 2. Circus Maximus                                                               | 2019                  |
| 3  | Per la fede e per il trono. Le guerre di religione nell'Europa del '500 1. Gioco di Dame                | 24 settembre 2020 | La Guerre des trônes, la véritable histoire de l'Europe 2 1. Le Jeu de dames                             | 2018                  |
| 4  | Per la fede e per il trono. Le guerre di religione nell'Europa del '500 2. In nome di Dio               | 1 ottobre 2020    | La Guerre des trônes, la véritable histoire de l'Europe 2 2. Au nom de Dieu                              | 2018                  |
| 5  | Per la fede e per il trono. Le guerre di religione nell'Europa del '500 3. L'Europa in fiamme           | 8 ottobre 2020    | La Guerre des trônes, la véritable histoire de l'Europe 2 3. L'Europe s'embrase                          | 2018                  |
| 6  | Per la fede e per il trono. Le guerre di religione nell'Europa del '500 4. Nozze di sangue              | 15 ottobre 2020   | La Guerre des trônes, la véritable histoire de l'Europe 2 4. Noces de sang                               | 2018                  |
| 7  | Per la fede e per il trono. Le guerre di religione nell'Europa del '500 5. Fratelli nemici              | 22 ottobre 2020   | La Guerre des trônes, la véritable histoire de l'Europe 2 5. Frères ennemis                              | 2018                  |
| 8  | Per la fede e per il trono. Le guerre di religione nell'Europa del '500 6. L'ultimo dei Valois          | 29 ottobre 2020   | La Guerre des trônes, la véritable histoire de l'Europe 2 6. Le dernier des Valois                       | 2018                  |
| 9  | Il grande viaggio dei Vichinghi 1. Emigranti                                                            | 5 novembre 2020   | Vikingarnas sista resa 1. Emigranterna                                                                   | 2020                  |
| 10 | Il grande viaggio dei Vichinghi 2. Cento giorni a Parigi                                                | 12 novembre 2020  | Vikingarnas sista resa 2. 100 dagar i Paris                                                              | 2020                  |
| 11 | Il grande viaggio dei Vichinghi 3. Una buona terra                                                      | 19 novembre 2020  | Vikingarnas sista resa 3. Det goda landet                                                                | 2020                  |
| 12 | Il grande viaggio dei Vichinghi 4. L'ultima battaglia                                                   | 26 novembre 2020  | Vikingarnas sista resa 4. Vikingarnas sista slag                                                         | 2020                  |
| 13 | Giovanni Keplero. La tempesta celeste                                                                   | 3 dicembre 2020   | Johannes Kepler, der Himmelsstürmer                                                                      | 2020                  |
| 14 | Alighieri Durante, detto Dante. Vita e avventure di un uomo del Medioevo                                | 10 dicembre 2020  | autoproduzione                                                                                           | 2020                  |
| 15 | Maria Teresa suocera d'Europa                                                                           | 17 dicembre 2020  | Maria Theresia - Majestät und Mutter                                                                     | 2017                  |
| 16 | La grande storia dello sci                                                                              | 24 dicembre 2020  | La grande histoire du ski                                                                                | 2020                  |
| 17 | Gutenberg. La rivoluzione della stampa                                                                  | 14 gennaio 2021   | Gutenberg, l'aventure de l'imprimerie                                                                    | 2016                  |
| 18 | Révolution! 1. Tra paura e speranza (1789-1791)                                                         | 21 gennaio 2021   | Révolution! 1. Partie 1                                                                                  | 2020                  |
| 19 | Révolution! 2. Dall'ardore al Terrore (1792-1795)                                                       | 28 gennaio 2021   | Révolution! 2. Partie 2                                                                                  | 2020                  |
| 20 | Il Sultano e il Santo                                                                                   | 4 febbraio 2021   | The Sultan and the Saint                                                                                 | 2016                  |
| 21 | Mont Saint-Michel: la verità nascosta                                                                   | 11 marzo 2021     | Mont-Saint-Michel: le labyrinthe de l'archange                                                           | 2017                  |
| 22 | La Via del Ferro                                                                                        | 18 marzo 2021     | The Iron Road                                                                                            | 2020                  |
| 23 | Amsterdam, Londra, New York. Tre città alla conquista del mondo 1. Un secolo d'oro (1585-1650)          | 1 aprile 2021     | Trois villes à la conquête du monde: Amsterdam, Londres, New York 1. Un siècle d'or (1585-1650)          | 2017                  |
| 24 | Amsterdam, Londra, New York. Tre città alla conquista del mondo 2. Conflitti e interessi (1650-1800)    | 8 aprile 2021     | Trois villes à la conquête du monde: Amsterdam, Londres, New York 2. Conflits et intérêts (1650-1800)    | 2017                  |
| 25 | Amsterdam, Londra, New York. Tre città alla conquista del mondo 3. Lo shock della modernità (1800-1880) | 15 aprile 2021    | Trois villes à la conquête du monde: Amsterdam, Londres, New York 3. Le choc de la modernité (1800-1880) | 2017                  |
| 26 | Amsterdam, Londra, New York. Tre città alla conquista del mondo 4. La corsa al gigantismo (1880-2017)   | 22 aprile 2021    | Trois villes à la conquête du monde: Amsterdam, Londres, New York 4. La course au gigantisme (1880-2017) | 2017                  |
| 27 | I figli del Sole 1. Gli Aztechi                                                                         | 30 aprile 2021    | Children of the Sun 1. The Aztecs                                                                        | 2020                  |
| 28 | I figli del Sole 2. I Maya                                                                              | 6 maggio 2021     | Children of the Sun 2. The Maya                                                                          | 2020                  |
| 29 | I figli del Sole 3. Gli Inca                                                                            | 13 maggio 2021    | Children of the Sun 3. The Inca                                                                          | 2020                  |
| 30 | La vera storia dei Cavalieri Templari 1. Nascita di una fratellanza                                     | 20 maggio 2021    | La Véritable Histoire des Templiers 1. La naissance d'un ordre                                           | 2020                  |
| 31 | La vera storia dei Cavalieri Templari 2. Un impero economico                                            | 27 maggio 2021    | La Véritable Histoire des Templiers 2. L'incroyable trésor                                               | 2020                  |
| 32 | La vera storia dei Cavalieri Templari 3. La caduta dell'Ordine                                          | 3 giugno 2021     | La Véritable Histoire des Templiers 3. La chute                                                          | 2020                  |
| 33 | Alle origini di Tokyo 1. Edo, città dell'acqua                                                          | 22 luglio 2021    | Roots of Tokyo 1. Edo, City of Water                                                                     | 2018                  |
| 34 | Alle origini di Tokyo 2. Edo, città del fuoco                                                           | 22 luglio 2021    | Roots of Tokyo 2. Edo, City of Fire                                                                      | 2018                  |

#### La bussola e la clessidra
Si tratta di una serie di sei episodi, derivata da a.C.d.C., in cui il professor Barbero risponde alle domande ricevute dal pubblico e inerenti ai temi trattati nella serie documentaristica La lotta dell'uomo per la sopravvivenza, scritta da Roberto Rossellini e diretta dal figlio Renzo nel 1970. Quest'ultima è stata replicata per l'occasione nell'ottobre 2020 sul canale Rai Storia.
| N. | Titolo della puntata                                                                                 | Prima TV puntata | Puntata di riferimento de "La lotta dell'uomo per la sopravvivenza"                                                     | Data di trasmissione su Rai Storia              |
| -- | --- | ---------------- | --- | ----------------------------------------------- |
| 1  | La preistoria                                                                                        | 16 dicembre 2020 | Prima della storia, l'uomo                                                                                              | 19 ottobre 2020                                 |
| 2  | Antico Egitto                                                                                        | 23 dicembre 2020 | La civiltà che nacque da un fiume Dall'angoscia dei miti al Dio che è salvezza                                          | 20 ottobre 2020 21 ottobre 2020                 |
| 3  | Medioevo                                                                                             | 30 dicembre 2020 | Un'arca nel diluvio: il Monachesimo Il Medioevo, età di pietra e di ferro                                               | 22 ottobre 2020 23 ottobre 2020                 |
| 4  | Dal Medioevo all'Umanesimo                                                                           | 6 gennaio 2021   | Verso la scienza, la patria dell'uomo In cerca delle Indie oltre l'oceano ignoto                                        | 26 ottobre 2020 27 ottobre 2020                 |
| 5  | Dalla scoperta dell'America ai progressi scientifici                                                 | 13 gennaio 2021  | In cerca delle Indie oltre l'oceano ignoto Dall'età della magia all'età della scienza                                   | 27 ottobre 2020 28 ottobre 2020                 |
| 6  | Le nuove "misteriose" energie                                                                        | 20 gennaio 2021  | Lo spirito scientifico conquista il mondo                                                                               | 29 ottobre 2020                                 |
| -  | Non è stato dedicato alcun episodio alle puntate finali de "La lotta dell'uomo per la sopravvivenza" | -                | Questa nostra grandiosa civiltà della fretta Un'arte nuova in un mondo di macchine Nonostante tutto, ancora più lontano | 30 ottobre 2020 2 novembre 2020 3 novembre 2020 |

Una seconda serie de La bussola e la clessidra è dedicata alle grandi battaglie della storia.
| N. | Titolo della puntata        | Prima TV puntata | Documentario di riferimento                                               | Data di trasmissione su Rai Storia |
| -- | --------------------------- | ---------------- | ------------------------------------------------------------------------- | ---------------------------------- |
| 1  | La battaglia di Maratona    | 13 aprile 2021   | a.C.d.C - Nel nome di Atene 1. Vincere a Maratona                         | 18 febbraio 2021                   |
| 2  | L'assedio di Vienna         | 20 aprile 2021   | a.C.d.C - Le battaglie d'Europa 1. L'assedio di Vienna                    | 22 febbraio 2021                   |
| 3  | La battaglia di Azincourt   | 27 aprile 2021   | La battaglia di Azincourt                                                 | 11 marzo 2021                      |
| 4  | La battaglia di Gettysburg  | 11 maggio 2021   | La battaglia di Gettysburg                                                | 12 marzo 2021                      |
| 5  | La battaglia di Sedan       | 18 maggio 2021   | a.C.d.C - Le battaglie d'Europa 3. La disfatta di Sedan                   | 19 febbraio 2021                   |
| 6  | La battaglia di Stalingrado | 25 maggio 2021   | Mille Papaveri Rossi 2 219. Grandi battaglie. La battaglia di Stalingrado | 20 febbraio 2021                   |

### Decima serie (2021-2022)
| N. | Titolo della puntata                                                                              | Prima TV puntata  | Titolo originale del documentario                                                             | Prima TV documentario |
| -- | ------------------------------------------------------------------------------------------------- | ----------------- | --------------------------------------------------------------------------------------------- | --------------------- |
| 1  | Per la fede e per il trono. Alle origini dell'Europa moderna 1590-1643 1. Un re protestante       | 16 settembre 2021 | La Guerre des trônes, la véritable histoire de l'Europe 3 1. Henri IV, à la conquête du trône | 2019                  |
| 2  | Per la fede e per il trono. Alle origini dell'Europa moderna 1590-1643 2. L'amore, non la guerra  | 23 settembre 2021 | La Guerre des trônes, la véritable histoire de l'Europe 3 2. Les amours d'Henri IV            | 2019                  |
| 3  | Per la fede e per il trono. Alle origini dell'Europa moderna 1590-1643 3. Il valzer dei troni     | 30 settembre 2021 | La Guerre des trônes, la véritable histoire de l'Europe 3 3. Louis XIII, naissance d'un roi   | 2019                  |
| 4  | Per la fede e per il trono. Alle origini dell'Europa moderna 1590-1643 4. Lo scoppio della guerra | 7 ottobre 2021    | La Guerre des trônes, la véritable histoire de l'Europe 3 4. Anne d'Autriche, l'intrigante    | 2019                  |
| 5  | Per la fede e per il trono. Alle origini dell'Europa moderna 1590-1643 5. Borboni contro Asburgo  | 14 ottobre 2021   | La Guerre des trônes, la véritable histoire de l'Europe 3 5. Richelieu, un cardinal à abattre | 2019                  |
| 6  | Per la fede e per il trono. Alle origini dell'Europa moderna 1590-1643 6. L'Europa in fiamme      | 21 ottobre 2021   | La Guerre des trônes, la véritable histoire de l'Europe 3 6. À l'aube du roi Soleil           | 2019                  |
| 7  | La caccia alle streghe a Salem                                                                    | 28 ottobre 2021   | Hexenjagd in Salem                                                                            | 2017                  |
| 8  | I soldati di Dio. L'assedio di Malta 1. Parte 1                                                   | 4 novembre 2021   | God's Soldiers. Siege of Malta                                                                | 2020                  |
| 9  | I soldati di Dio. L'assedio di Malta 2. Parte 2                                                   | 11 novembre 2021  | God's Soldiers. Siege of Malta                                                                | 2020                  |
| 10 | Le battaglie del Louvre                                                                           | 18 novembre 2021  | Les batailles du Louvre                                                                       | 2016                  |
| 11 | I costruttori di castelli 1. Mastri e muratori                                                    | 25 novembre 2021  | Castle Builders 1. Masters and Masons                                                         | 2015                  |
| 12 | I costruttori di castelli 2. Assalto e assedio                                                    | 2 dicembre 2021   | Castle Builders 2. Siege and Storm                                                            | 2015                  |
| 13 | I costruttori di castelli 3. Sogni e fiabe                                                        | 9 dicembre 2021   | Castle Builders 3. Dreams and Decoration                                                      | 2015                  |
| 14 | La navigazione egizia del Mar Rosso                                                               | 16 dicembre 2021  | Quand les Égyptiens naviguaient sur la Mer Rouge                                              | 2009                  |
| 15 | Torre Eiffel. Storia di una scommessa incredibile                                                 | 23 dicembre 2021  | Tour Eiffel, l'histoire d'un pari impossible                                                  | 2017                  |
| 16 | Angkor: nuove scoperte                                                                            | 30 dicembre 2021  | Angkor redécouvert                                                                            | 2013                  |
| 17 | Langobardi. Alboino e Romans                                                                      | 10 marzo 2022     | Langobardi. Alboino e Romans                                                                  | 2021                  |
| 18 | Il segreto di Darwin: l'esperimento degli indigeni rapiti                                         | 17 marzo 2022     | Darwin & the Beagle's Scandal                                                                 | 2019                  |
| 19 | Gli ultimi re guerrieri d'Europa - 1 - Venti di guerra                                            | 24 marzo 2022     | 1066: A Year to Conquer England - 1 - Episode 1                                               | 2017                  |
| 20 | Gli ultimi re guerrieri d'Europa - 2 - L'Inghilterra sotto attacco                                | 31 marzo 2022     | 1066: A Year to Conquer England - 2 - Episode 2                                               | 2017                  |
| 21 | Gli ultimi re guerrieri d'Europa - 3 - La battaglia di Hastings                                   | 7 aprile 2022     | 1066: A Year to Conquer England - 3 - Episode 3                                               | 2017                  |
| 22 | Salvate il Titanic                                                                                | 14 aprile 2022    | Die Helden der Titanic                                                                        | 2012                  |
| 23 | Il cavallo di Troia, sulle tracce di un mito                                                      | 21 aprile 2022    | Das Trojanische Pferd. Auf der Spur eines Mythos                                              | 2021                  |
| 24 | Orient Express. Un treno nella storia                                                             | 28 aprile 2022    | Orient Express. A Train Writes History                                                        | 2020                  |
| 25 | Apocalissi del passato 1. La fine dell'Impero Accadico                                            | 5 maggio 2022     | Ancient Apocalypse 4. Akkadian Empire                                                         | 2021                  |
| 26 | Apocalissi del passato 2. La distruzione di Sodoma: tra leggenda e realtà                         | 12 maggio 2022    | Ancient Apocalypse 1. Sodom and Gomorrah                                                      | 2021                  |
| 27 | Apocalissi del passato 3. Il mistero dei popoli del mare                                          | 19 maggio 2022    | Ancient Apocalypse 5. The Mystery of the Sea People                                           | 2021                  |
| 28 | Apocalissi del passato 4. La città perduta di Helike                                              | 26 maggio 2022    | Ancient Apocalypse 3. The Lost City of Helike                                                 | 2021                  |
| 29 | Apocalissi del passato 5. La scomparsa dei Maya                                                   | 2 giugno 2022     | Ancient Apocalypse 6. The Maya Civilization                                                   | 2021                  |
| 30 | Apocalissi del passato 6. La terra sommersa di Doggerland                                         | 9 giugno 2022     | Ancient Apocalypse 2. Doggerland                                                              | 2021                  |

#### La bussola e la clessidra
Anche la terza serie de La bussola e la clessidra è dedicata alle grandi battaglie della storia.
| N. | Titolo della puntata        | Prima TV puntata | Documentario di riferimento                           | Data di trasmissione su Rai Storia |
| -- | --------------------------- | ---------------- | ----------------------------------------------------- | ---------------------------------- |
| 1  | La battaglia di Lepanto     | 14 dicembre 2021 | La battaglia di Lepanto                               | 18 novembre 2021                   |
| 2  | La battaglia di Verdun      | 21 dicembre 2021 | La battaglia di Verdun                                | 19 novembre 2021                   |
| 3  | La guerra sovietico-afghana | 28 dicembre 2021 | Afghanistan 1979 - La guerra che ha cambiato il mondo | 22 novembre 2021                   |
| 4  | La battaglia di Canne       | 4 gennaio 2022   | Hannibal of the Alps                                  | -                                  |
| 5  | Lo sbarco in Normandia      | 11 gennaio 2022  | L'enfer de la bataille de Normandie                   | -                                  |
| 6  | La battaglia di Okinawa     | 18 gennaio 2022  | L'inferno di Okinawa                                  | 20 novembre 2021                   |

### Undicesima serie (2022-2023)
| N. | Titolo della puntata                                                      | Prima TV puntata  | Titolo originale del documentario                   | Prima TV documentario |
| -- | ------------------------------------------------------------------------- | ----------------- | --------------------------------------------------- | --------------------- |
| 1  | Marchfeld 1278. La battaglia per l'Europa                                 | 22 settembre 2022 | Der Aufstieg der Habsburger - Schlacht am Marchfeld | 2021                  |
| 2  | L'abbazia di Cluny. La città sacra perduta                                | 29 settembre 2022 | Abbaye de Cluny, la seconde Rome                    | 2020                  |
| 3  | L'assedio di Orléans                                                      | 6 ottobre 2022    | Le siège d'Orléans, la forteresse de Jeanne         | 2020                  |
| 4  | L'epoca d'oro dei pirati dei Caraibi 1. Issate la bandiera nera!          | 13 ottobre 2022   | The Lost Pirate Kingdom 1. Hoist the Black Flag     | 2021                  |
| 5  | L'epoca d'oro dei pirati dei Caraibi 2. La Repubblica dei pirati          | 20 ottobre 2022   | The Lost Pirate Kingdom 2. The Pirate Republic      | 2021                  |
| 6  | L'epoca d'oro dei pirati dei Caraibi 3. Il prezzo della lealtà            | 27 ottobre 2022   | The Lost Pirate Kingdom 3. The Price of Loyalty     | 2021                  |
| 7  | L'epoca d'oro dei pirati dei Caraibi 4. L'Impero colpisce ancora          | 3 novembre 2022   | The Lost Pirate Kingdom 4. The Empire Strikes Back  | 2021                  |
| 8  | L'epoca d'oro dei pirati dei Caraibi 5. Prendere o lasciare               | 10 novembre 2022  | The Lost Pirate Kingdom 5. Deal or No Deal          | 2021                  |
| 9  | L'epoca d'oro dei pirati dei Caraibi 6. Vivi o morti                      | 17 novembre 2022  | The Lost Pirate Kingdom 6. Dead or Alive            | 2021                  |
| 10 | Gli Stuart. Un regno di sangue 1. Giacomo I, re di Scozia e d'Inghilterra | 24 novembre 2022  | The Stuarts: A Bloody Reign 1. King James I         | 2018                  |
| 11 | Gli Stuart. Un regno di sangue 2. La guerra civile inglese                | 1 dicembre 2022   | The Stuarts: A Bloody Reign 2. King Charles I       | 2018                  |
| 12 | Gli Stuart. Un regno di sangue 3. La restaurazione                        | 8 dicembre 2022   | The Stuarts: A Bloody Reign 3. King Charles II      | 2018                  |
| 13 | Gli Stuart. Un regno di sangue 4. La Gloriosa Rivoluzione                 | 15 dicembre 2022  | The Stuarts: A Bloody Reign 4. King James II        | 2018                  |
| 14 | Celestino V. Il Papa fuori dal mondo                                      | 22 dicembre 2022  | Celestino V. Il Papa fuori dal mondo                | 2022                  |
| 15 | L'invenzione del lusso alla francese                                      | 29 dicembre 2022  | L'invention du luxe à la française                  | 2020                  |
| 16 | Lady Sapiens                                                              | 5 gennaio 2023    | Lady Sapiens                                        | 2021                  |

#### La bussola e la clessidra
Questa serie de La bussola e la clessidra è dedicata ai grandi popoli guerrieri dell'Antichità e del Medioevo.
| N. | Titolo della puntata                                                    | Prima TV puntata | Titolo originale del documentario                             | Prima TV documentario |
| -- | ----------------------------------------------------------------------- | ---------------- | ------------------------------------------------------------- | --------------------- |
| 1  | La via del guerriero 1. Sigurd Bjornson. L'esilio vichingo              | 16 dicembre 2022 | Warrior's Way 1. Sigurd Bjornson: Viking Exile                | 2018                  |
| 2  | La via del guerriero 2. Geoffroi De Champagne. Da cavaliere a templare  | 23 dicembre 2022 | Warrior's Way 2. From Knight to Templar: Geofroi de Champagne | 2018                  |
| 3  | La via del guerriero 3. Drustan. Il Celta che sarebbe diventato il capo | 30 dicembre 2022 | Warrior's Way 3. Drustan: Celt Who Would be Chief             | 2018                  |
| 4  | La via del guerriero 4. Giulio Ubio. Cittadino e soldato                | 6 gennaio 2023   | Warrior's Way 4. Iulius: First Citizen Warrior                | 2018                  |
| 5  | La via del guerriero 5. Fraser. Clansman scozzese                       | 13 gennaio 2023  | Warrior's Way 5. Fraser: Scottish Clansman                    | 2018                  |
| 6  | La via del guerriero 6. Khunbish. Messaggero mongolo                    | 20 gennaio 2023  | Warrior's Way 6. Timur: Mongol Messenger                      | 2018                  |